# کریتیویسم
کریتیویسم یا خلاق‌گرایی نام یک مکتب هنری است که بر روی خلاقیت خارج یا داخل حیطه هنجارشناسی هنر تاکید دارد. هنرمند خلاق‌گرا با فراموش کردن گذشته هنر، دست به خلق آثاری نو و تازه با توجیهات هنری می‌‌زند. پس از رواج کپی کردن آثار هنری، این مکتب ارزش دوبارهٔ هنر ناب و خلاقانه را به دنیای هنر بازگرداند. هنرمند در این مکتب براساس دیده‌ها و با برداشت از هر هنری در قالب خلاقیت محض، اثر خود را خلق می‌کند.